# Khu neo đậu tránh trú bão

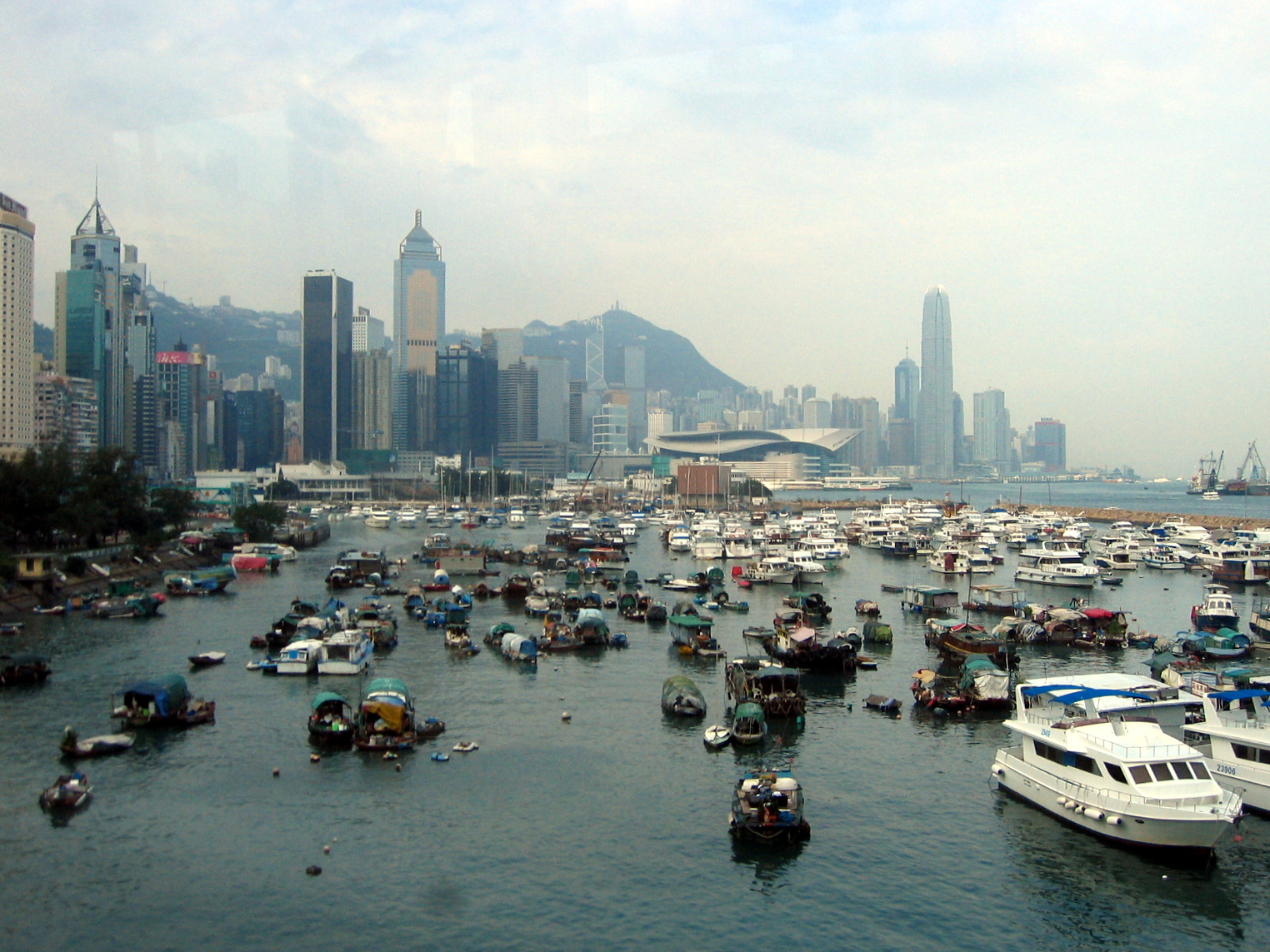
Khu neo đậu tránh trú bão Causeway Bay ở Hồng Kông.

Khu neo đậu tránh trú bão cho tàu cá (tiếng Trung: 避風塘; Hán-Việt: Tị phong đường) là nơi trú ẩn dành cho các tàu nhỏ và vừa để tránh gió giật và sóng lớn khi bão đổ bộ. Đây cũng là nơi neo đậu và dỡ hàng cho tàu vào các ngày trong tuần. Khu neo đậu thường có dạng một vịnh lõm hình vòng cung. Các cửa trong khu nối với biển hầu hết bị chặn bởi đê chắn sóng nhân tạo, tàu thuyền chỉ vào và ra thông qua các lối đi hẹp.

## Tại Hồng Kông
Địa vị của Hồng Kông như một thành phố chài lưới tiếp tục suy giảm, con cháu của những người ngư dân dần chuyển vào sống trên bờ biển và văn hóa được gọi là "nơi trú bão" nhanh chóng bị mất. Tuy nhiên, chức năng của các khu neo đậu tránh trú bão vẫn không thay đổi và sự tồn tại của chúng vẫn rất quan trọng đối với Hồng Kông.
Một số nhà hàng phục vụ ẩm thực theo phong cách bão tố đã chuyển cửa hàng đến bờ khu neo đậu.

## Tại Việt Nam
Tính đến tháng 4 năm 2019, theo Bộ Nông nghiệp và Phát triển nông thôn, toàn quốc Việt Nam đã có 66 khu neo đậu tránh trú bão cho tàu cá ở 25 tỉnh, thành phố ven biển. Sức chứa tại các khu trú bão từ 100 đến 2.400 chiếc. Tổng số tàu cá có thể neo đậu tại 66 cảng cá là 40.926 tàu.